# Douglas Stuart (Schriftsteller)

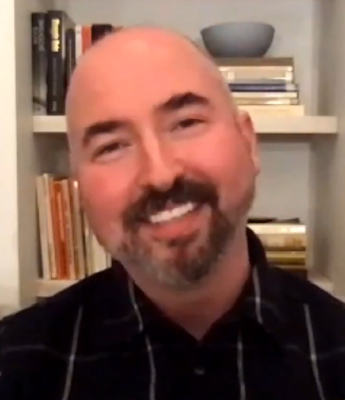
Douglas Stuart (2020)

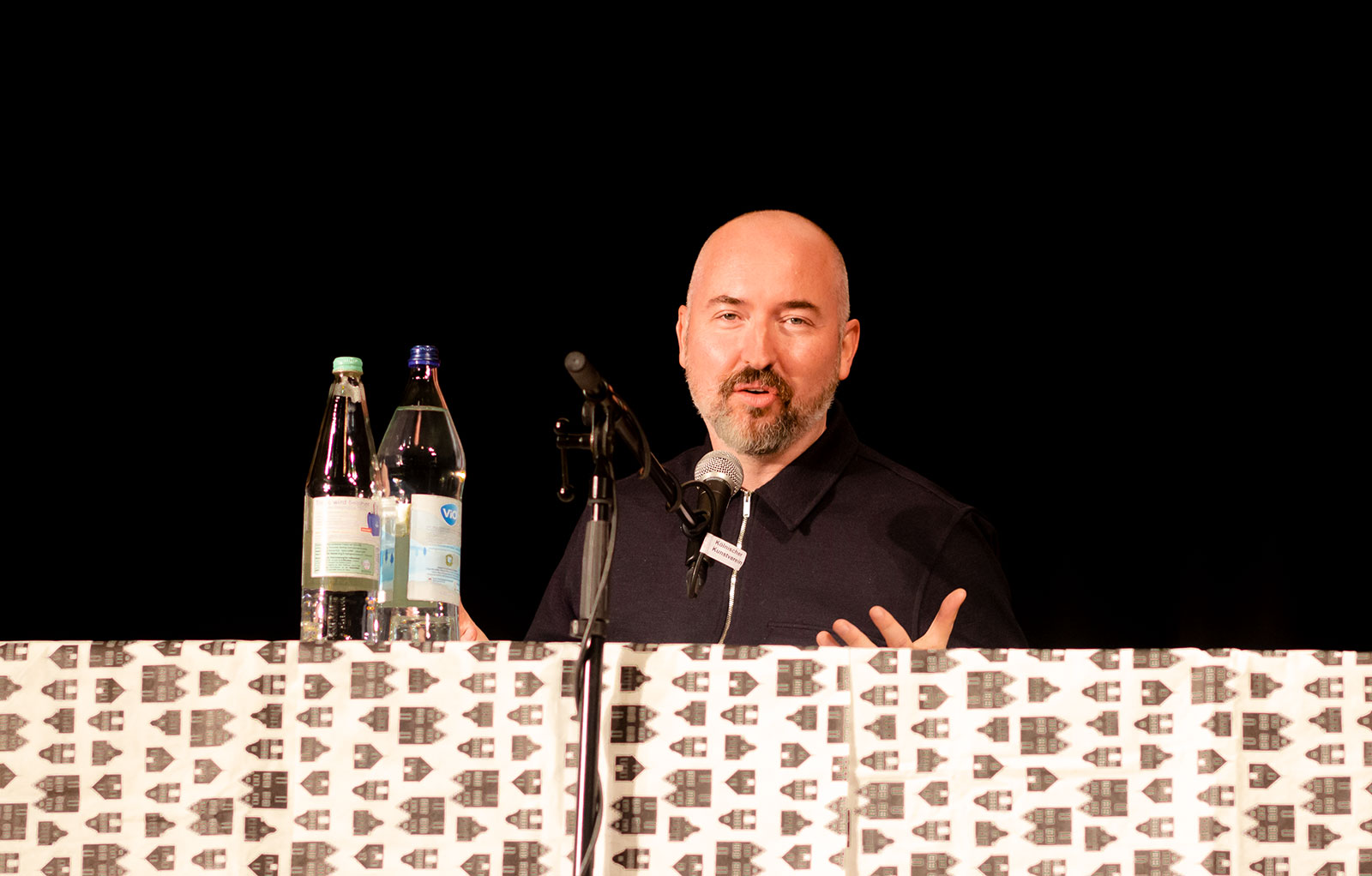
Am 29. September 2021 im Kölner Kunstverein. Lesung aus dem Roman „Shuggie Bain“. Eine Veranstaltung des Literaturhauses Köln.

Douglas Stuart (geboren 31. Mai 1976 in Glasgow) ist ein schottisch-amerikanischer Schriftsteller. Für sein Romandebüt Shuggie Bain erhielt er 2020 den britischen Booker Prize.

## Leben
Douglas Stuart stammt aus einer Arbeiterfamilie und wuchs in Glasgow bei seiner alleinerziehenden Mutter auf. Die Identität seines Vaters ist ihm nicht bekannt. Douglas Stuart war 16 Jahre alt, als seine Mutter starb. Nach dem Tod der Mutter lebte er zeitweise bei seinem älteren Bruder, später auf sich allein gestellt in einem Boardinghouse. In der Schule wurde er von seinen Lehrern an die Literatur von Armistead Maupin und Tennessee Williams herangeführt.
Er studierte Modedesign am Royal College of Art in London, das er mit einem Master-Abschluss verließ. Im Jahr 2000 zog Stuart nach New York City, wo er als Modedesigner u. a. für Calvin Klein, Ralph Lauren oder Gap arbeitete.
Stuart ist homosexuell, verheiratet und lebt in New York.

## Wirken
Viel Einfluss auf Stuart hatte die Lektüre des 1994 mit dem Booker Prize ausgezeichneten Romans How Late it was, How Late von James Kelman, der auch aus Glasgow stammt und den heimischen Dialekt zu Papier brachte. Ab den 2010er-Jahren begann Stuart parallel zu seiner Arbeit als Modedesigner mit dem Schreiben eigener Texte. Er veröffentlichte Kurzgeschichten im Magazin The New Yorker und einen Essay bei LitHub.
Sein erster Roman Shuggie Bain erschien 2020 und spielt in der Geburtsstadt des Autors. Im Mittelpunkt des semi-autobiografischen Werks steht der junge, sensible Titelheld, der in den 1980er-Jahren der Thatcher-Ära bei seiner verarmten und alkoholsüchtigen Mutter aufwächst. Stuart widmete das Buch seiner Mutter, die an den Folgen von Alkoholismus starb, als er 16 Jahre alt war. Zugleich auf der Suche nach seiner Identität, wird der Junge sich auch seiner Homosexualität bewusst. Die deutschsprachige Übersetzung von Shuggie Bain erschien im August 2021 bei Hanser Berlin.
Stuarts Manuskript wurde von 30 Verlagen abgelehnt, ehe es in den USA von Grove Atlantic und im Vereinigten Königreich von Picador angenommen wurde. Shuggie Bain erhielt großes Lob seitens der angloamerikanischen Fachkritik. Das Buch gewann im Jahr seiner Veröffentlichung den britischen Booker Prize und machte Stuart zum zweiten schottischen Preisträger nach James Kelman. Auch gelangte Shuggie Bain 2020 auf die Shortlist des US-amerikanischen National Book Awards.
Nach dem Erfolg seines Romandebüts plante er, sich ganz der Schriftstellerei zu widmen; tatsächlich lebt er in New York als Modedesigner und Autor (Stand: Februar 2023). 2022 erschien unter dem Titel Young Mungo sein zweiter Roman, der erneut in der Übersetzung durch Sophie Zeitz unter demselben Titel im Februar 2023 im Hanser Verlag auch auf Deutsch erschien.

## Werke (Auswahl)
- Poverty, Anxiety, and Gender in Scottish Working-Class, Essay, bei Lit Hub
- Shuggie Bain : a novel. Picador, London 2020
  - deutsch: Shuggie Bain. Aus dem Englischen von Sophie Zeitz. Hanser Berlin, München 2021, ISBN 978-3-446-27108-1.
- Young Mungo : a novel. Grove Press, NYC 2022
  - deutsch: Young Mungo. Roman. Aus dem Englischen von Sophie Zeitz. Hanser Berlin, München 2023, ISBN 978-3-446-27582-9.